# Téléphérique de Brest
Le téléphérique de Brest ou ligne C du réseau Bibus est un téléphérique urbain établi entre les deux rives de la Penfeld, fleuve côtier qui coule à Brest et qui sépare les quartiers de Siam et des Capucins. Il est le premier ouvrage de ce type construit en France depuis le téléphérique de Grenoble Bastille, mais celui-ci a une fonction plus touristique que de transport en commun. Chacune des deux cabines peut transporter jusqu'à 60 personnes, soit une capacité de 1 200 passagers par heure, à une vitesse de 3,9 m/s et maximale de 7,5 m/s. Inauguré le 19 novembre 2016, il a ensuite été sujet à divers problèmes techniques, qui ont imposé son arrêt à plusieurs reprises.

## Histoire

### Contexte et premières hypothèses

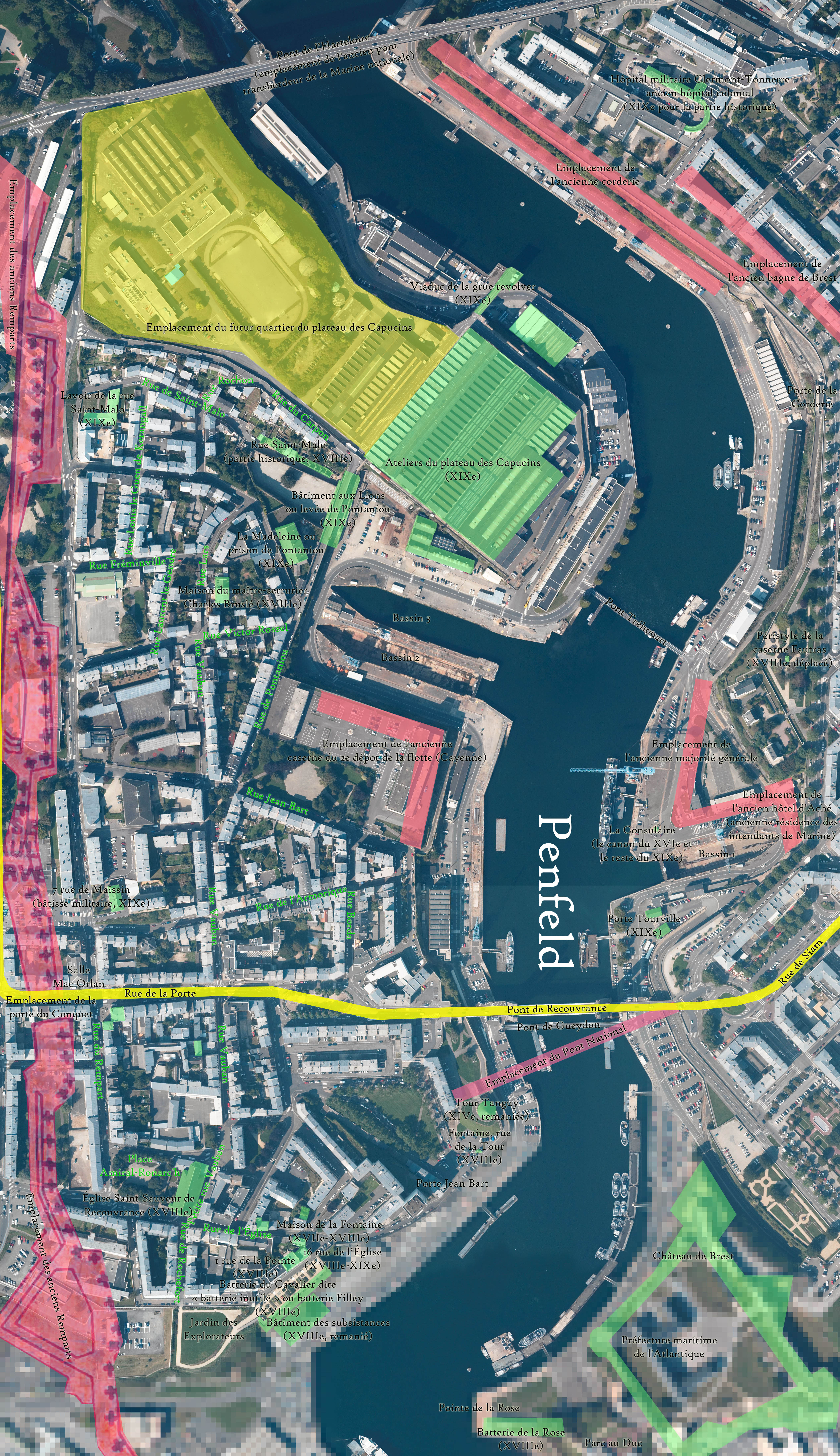
Vue aérienne du plateau des Capucins en 2004. En vert, les anciens ateliers de mécanique, qui accueillent le terminus du téléphérique.

La ville de Brest est coupée en deux par la Penfeld, fleuve côtier passant au fond d'un vallon occupé par l'arsenal militaire dont l'accès est fermé au public. Cette configuration forme une coupure urbaine forte entre les deux rives car seuls deux ponts permettent le franchissement du fleuve : le pont de Recouvrance, conçu pour pouvoir laisser passer les navires, et le pont de l'Harteloire plus au nord.
La rive gauche a vu se développer le centre-ville et l'attractivité économique, tandis que sur la rive droite le quartier de Recouvrance, qui était autrefois le quartier des marins et des ouvriers de l'arsenal, a vu son développement freiné par la coupure urbaine que représente la Penfeld : il s'est paupérisé et fait depuis les années 2000 l'objet d'une opération de renouvellement urbain. Afin de redynamiser la rive droite, il a été décidé de créer d'ici à 2020 un nouvel éco-quartier, le quartier des Capucins, à la place des anciens ateliers militaires du même nom, cédés par l'arsenal à Brest métropole. Ce site représente une surface de 16 ha et doit accueillir 560 logements, des commerces, des bureaux, un cinéma multiplexe et une nouvelle médiathèque de 9 700 m2,,.
Ce projet a de nouveau mis en évidence la difficulté de relier les deux rives, le quartier se trouvant à mi-chemin entre les deux ponts de la ville. Lors de la construction du nouveau tramway, qui dessert l'entrée du quartier par la station Les Capucins, il était initialement envisagé de créer une navette électrique entre la rue Saint-Exupéry, où passe la ligne, et le quartier.
La solution de transport par téléphérique fut apportée en 2004 par un membre du Conseil local de la jeunesse, dans l'intention d'inclure la communauté urbaine et les communes environnantes dans une même dynamique : Brest, gare ferroviaire terminus, était alors en travaux de l'aéroport, du tramway, de La Carène, du cinéma Multiplex, du site de la future Arena et de l'implantation du réseau de chauffage urbain. La volonté était de rendre à la CUB son attractivité de pôle étudiant, touristique, scientifique et d'entreprises, par la création d'un nouveau centre culturel combinant un musée et une bibliothèque. En sus du traitement végétal des voies du tramway destiné à contribuer au caractère de Ville Fleurie tournée vers la mer, le téléphérique constituerait selon les autorités la clef de voûte du séjour de tout visiteur par le survol des rives de Recouvrance et en offrant une vue exceptionnelle lors des fêtes maritimes.

### Choix
La longueur de la liaison depuis la rive gauche (de 12 à 35 minutes selon le mode : en tramway, à pied, en voiture) et l'implantation récente du tramway conduisent dès 2004 l'agglomération à étudier un nouveau franchissement. Après avoir écarté les hypothèses jugées trop chères — de 23 à 60 millions d'euros — du pont transbordeur (un tel ouvrage a déjà existé à Brest entre 1909 et 1947), d'un nouveau pont levant ou de passerelles levantes, le conseil communautaire vote à l'unanimité pour le choix du téléphérique le 9 décembre 2011.
En 2011, trois hypothèses de tracé sont étudiées, du nord au sud :
- hypothèse no 1 : départ du boulevard Jean-Moulin à hauteur de l'hôpital des armées ;
- hypothèse no 2 : départ de ce même boulevard mais vers le croisement avec la rue Michelet ;
- hypothèse no 3 : le tracé retenu, de 410 mètres de long, toujours depuis ce boulevard mais au plus près de la station Château du tramway.

Le projet prévoit une mise en service en 2015 et la mise en place de deux trains de trois cabines de 20 places chacune, solution ensuite abandonnée au profit de cabines simples. La capacité horaire annoncée est de 1 200 personnes par heure pour un trafic annuel de 675 000 personnes, avec une hauteur maximale de 60 mètres au-dessus de la Penfeld.
La concertation préalable a lieu du 10 septembre au 5 novembre 2012. En 2013 un jury de 150 habitants choisit le projet esthétique parmi quatre propositions d'Eric Rhinn et retient le projet nommé Belvédère. La conception du pylône, un temps voulu comme un « signal urbain », est finalement choisie pour être fonctionnelle tout en rappelant les grues du port,.
En 2014, la mise en service est repoussée à 2016, le projet ayant même été annoncé abandonné après l'arrêt de l'écotaxe ; il a été modifié car la station côté centre-ville, initialement prévue en souterrain, a dû être revue en raison de difficultés techniques, et le déclassement d'une voie ferrée dans l'enceinte de l'arsenal a permis d'étudier des possibilités d'implantation supplémentaires. La station souterraine a finalement été abandonnée au profit d'une station-belvédère économisant un ascenseur et ne nécessitant pas la déviation de l'importante canalisation ovoïde située sous le boulevard Jean-Moulin.
La modification de la station du centre-ville nécessite en 2014 un second appel d'offres, dont les résultats sont rendus publics en novembre, avec l'attribution de la conception et de la réalisation au groupement Bouygues Construction-Bartholet Maschinenbau Flums (BMF)-DCsa, pour un projet finalement estimé, études incluses, à 19,1 millions d'euros hors taxes. La maîtrise d'ouvrage est attribuée à la SemTram, comme pour le tramway.
Quatre réunions de concertation ont lieu entre décembre 2014 et avril 2015, avec les commerçants, les conseils consultatifs de quartier, les associations de personnes handicapées et les habitants.
L'enquête publique a lieu du 16 avril au 18 mai 2015. En 2015 le coût est estimé à 19 millions d'euros et, comme pour le tram, l'opposition municipale de droite dénonce le projet en arguant que tout est décidé à l'avance sans concertation.
Le 22 juin 2015, le commissaire enquêteur rend un avis favorable, avec deux recommandations concernant la présence d'agents de sécurité sur les sites d'exploitation et l'aménagement des abords de la station du centre-ville. La ligne est déclarée d'intérêt général par le conseil communautaire de Brest métropole le 9 juillet, ce qui permet d’entamer sa construction fin juillet 2015 pour une mise en service initialement prévue à l'été 2016,,.

### Construction et essais

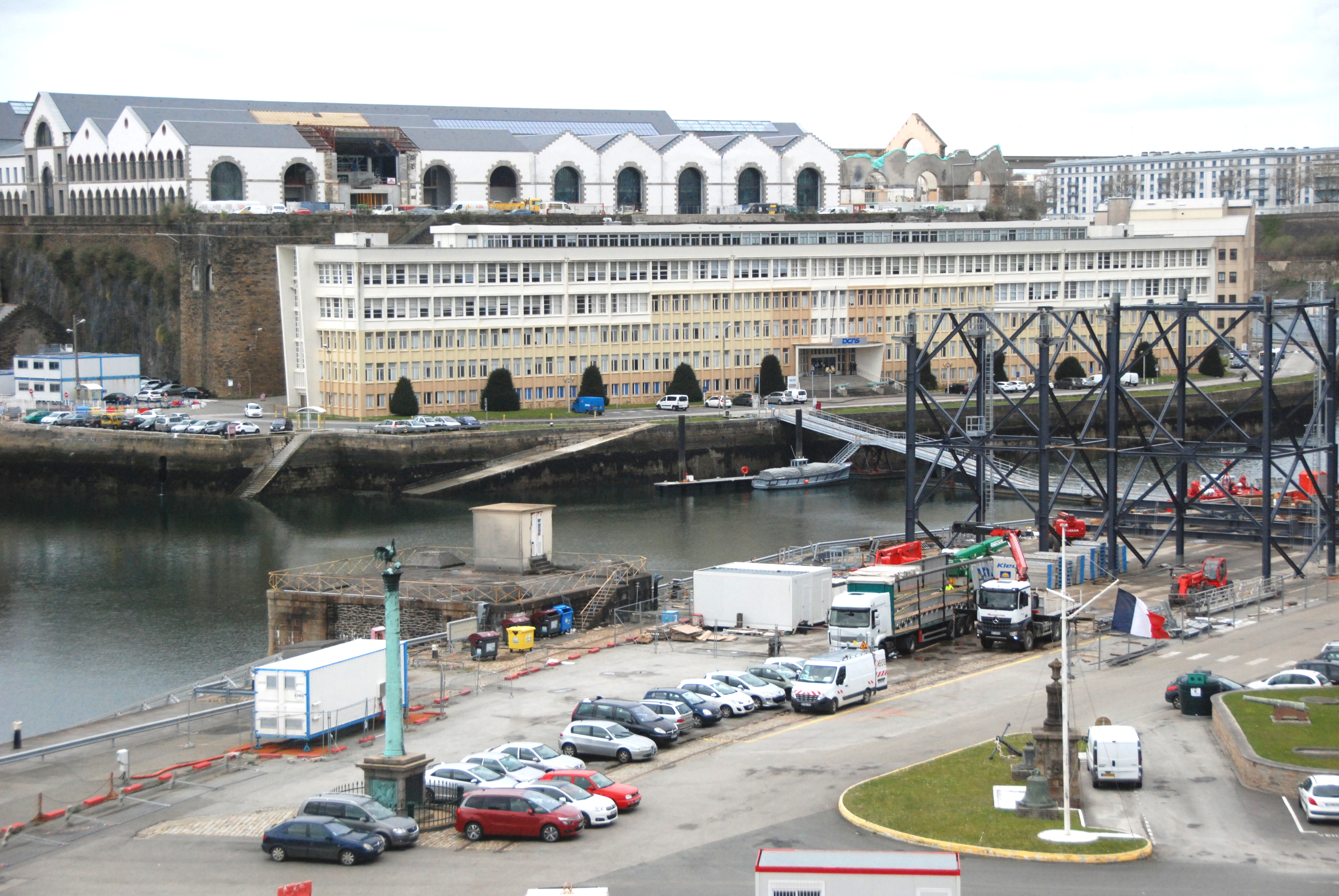
Les pièces du pylône en attente d'assemblage et, en arrière-plan, la station Ateliers.

La construction de la gare en rive droite, au cœur des Ateliers des Capucins, se déroule de juillet 2015 à mars 2016, tandis que le pylône est assemblé entre octobre 2015 et février 2016. Le chantier le plus pénalisant pour la circulation automobile est la construction de la gare en rive gauche entre septembre 2015 et juillet 2016, car elle nécessite la fermeture à la circulation du boulevard Jean-Moulin aux abords du chantier et le réaménagement de rues pour faciliter l'accès à la station, comme la rue Ducouëdic rendue piétonne.
La première cabine est présentée au public en avril 2016, durant trois jours, posée au sol au bas de la rue de Siam, puis entreposée au centre d'exploitation et de maintenance du tramway jusqu'à son installation. Elle est posée sur ses câbles le 17 août 2016, et la seconde cabine est installée à son tour le 6 septembre.
Les essais commencent en septembre 2016 pour une durée de deux mois.

### Inauguration et exploitation mouvementée

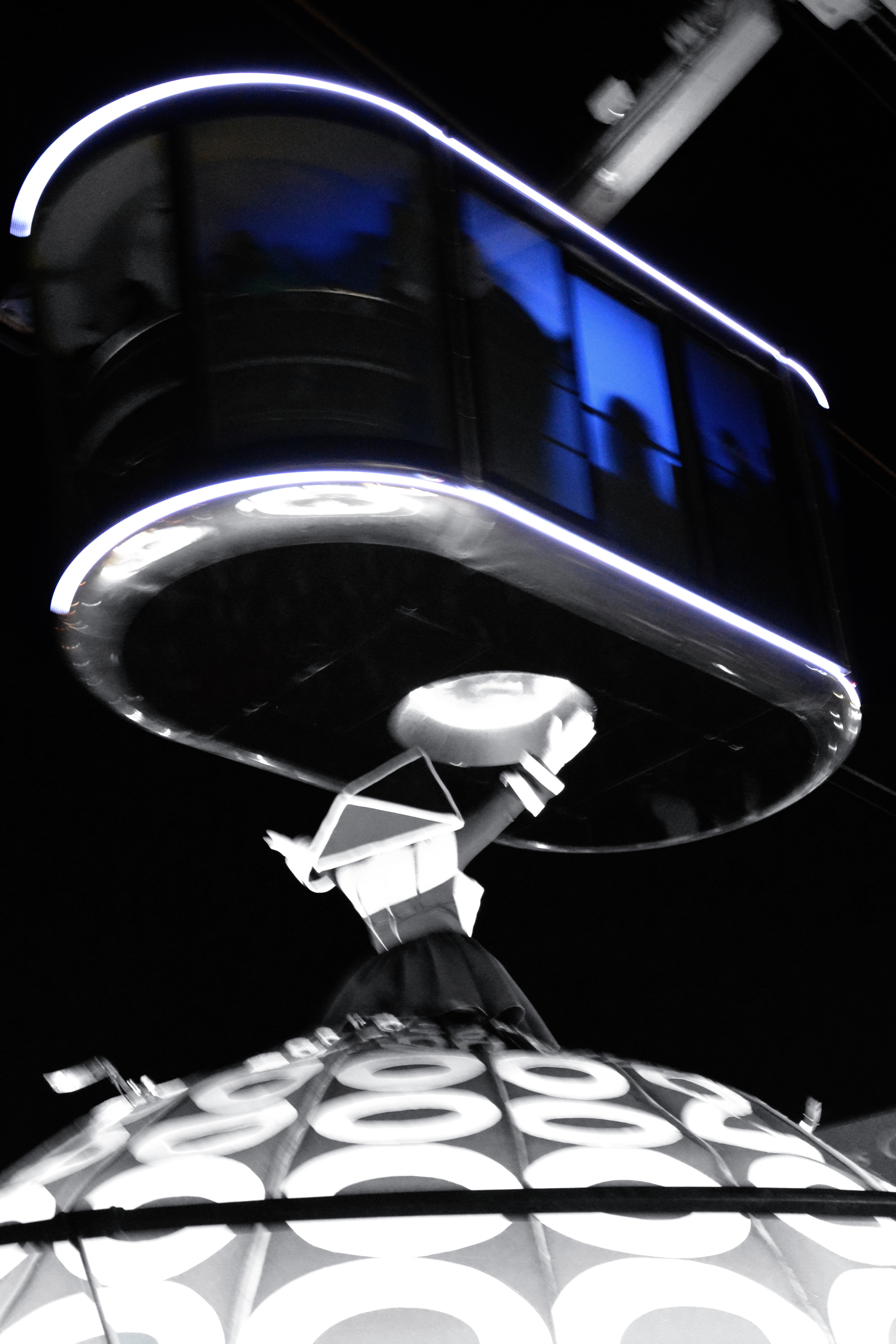
Une cabine survolant l'une des animations lors de l'inauguration de la médiathèque François-Mitterrand - Les Capucins en janvier 2017.

La ligne, la première de France en milieu urbain,,, est inaugurée le 19 novembre 2016 en présence de la ministre de l'Environnement Ségolène Royal. Cette inauguration est entachée par une coupure de courant dans le quartier peu avant la mise en service commerciale, prévue vers 10 h, alors que les sapeurs-pompiers manifestaient non loin de là. Son exploitation a dû être arrêtée dès 20 h au lieu de 21 h le premier jour, en raison d'un coup de vent supérieur à 100 km/h. La ligne est gratuite durant le week-end inaugural.
La ligne est arrêtée le 30 novembre, après 11 jours d'exploitation et 40 000 personnes transportées, en raison de problèmes techniques,. Initialement prévu pour une durée de cinq jours, l'arrêt d'exploitation est prolongé en raison d'incidents graves, tels qu'un départ imprévu alors qu'un ouvrier intervenait sur le toit d'une cabine, les câbles manquant de peu de le broyer, ou l'ouverture de portes d'une cabine arrêtée à 50 mètres au-dessus du sol avec un employé à bord, alors que le système redémarrait,. Un autre défaut rencontré est qu'un des deux câbles tire plus fort que l'autre, pouvant mettre en crabe les cabines.
Ces problèmes ont été l'objet de moqueries, notamment des opposants au projet, une personne étant allée jusqu'à mettre la ligne en vente sur le site de ventes d'occasions Le Bon Coin début décembre, où l'annonce a été rapidement retirée,.
Après la réalisation de travaux de mise en conformité, l'arrêté d'autorisation d'exploitation est délivré par la préfecture fin décembre, l'exploitation reprend donc le 5 janvier 2017, soit deux jours avant l'inauguration du bâtiment des Capucins rénové,. Cependant, la ligne est de nouveau interrompue le 8 janvier, en raison d'une panne informatique. L'exploitation reprend le 10 janvier à 12 h. Le 14 janvier 2017 vers 16 h, un problème d'alignement de la cabine basse par rapport au quai provoque un nouvel arrêt, le service reprend le lendemain.
Le 9 août 2017, alors qu'elle avait été décrochée des câbles pour une opération de maintenance annuelle, une des deux cabines du téléphérique chute du pont roulant sur lequel elle reposait, ne faisant aucun blessé. La cabine — qui est celle baptisée Charlotte — n'est plus utilisable à la suite de sa chute ; l'exploitation reprend le 25 août avec la cabine restante, et ce jusqu'à la livraison d'une nouvelle cabine le 9 avril 2018, qui reprend le nom de Charlotte,,. La mise en place de la nouvelle cabine s'accompagne d'une inspection générale qui dure deux semaines.
En mars 2019, la ligne est de nouveau victime de pannes, deux dans la même semaine : d'abord un problème de câble de traction, puis un autre avec la centrale qui gère le système de frein. À chaque fois, les passagers ont été évacués avec le retour en station des cabines, ce qui nécessite qu'un technicien du poste de contrôle (installé au dépôt du tramway aux portes de Plouzané) se rende au poste de commande situé sur place, au plateau des Capucins. En avril 2019, deux arrêts d'exploitation, dont un lié directement à la mise en sécurité du système de pilotage automatique, se produisent à nouveau.

### Pannes à répétitions et longues interruptions (2019-2020)
Le câble principal est changé en mai 2019, durant l'inspection annuelle, après des plaintes de riverains de la ligne, car il crée un bruit dans les basses fréquences comparable à un ascenseur audible à l'intérieur des appartements même avec un double vitrage alors qu'il est imperceptible dans la rue. Ce bruit est dû au passage du câble sur les galets du pylône central qui cogne sur ses creux et aspérités. Le nouveau câble intègre du nylon afin de supprimer les imperfections et réduire le phénomène ; le changement des deux kilomètres de câble coûte 270 000 €, soit le double du prix du câble existant, mais sa durée de vie prévue est deux fois plus longue. L'inspection annuelle devant durer quinze jours est prolongée à trois semaines en raison de mauvaises conditions météorologiques et de soucis de sécurité sur le nouveau câble posé et la ligne rouvre le 19 juin. Deux jours plus tard, le 21 juin, le téléphérique ferme pour une durée indéterminée en raison du mauvais fonctionnement de la poulie côté station Jean Moulin et qui doit être changée ; le mauvais fonctionnement de la poulie entraînerait selon l'exploitant « la mise en sécurité du système et un arrêt en ligne »,. La ligne est finalement rouverte le 11 juillet.
Un dysfonctionnement du téléphérique lié à un problème du système de compensation entraîne une maintenance à partir du 19 février 2020 et qui se prolonge jusqu'au 6 mars 2020. Le téléphérique est alors remis en service avec uniquement une seule cabine (Charlotte), la réparation du système de compensation étant prévue lors de la maintenance annuelle. La crise sanitaire liée à la pandémie de coronavirus provoque une interruption du service du 18 mars 2020 au 18 mai 2020. Le 28 mai 2020, le téléphérique est à nouveau mis à l'arrêt pour trois dysfonctionnements liés à une usure de la visserie, au système de compensation et à celui de synchronisation.
Ces problèmes à répétitions suscitent la controverse, et le constructeur Bartholet est mis sous pression par la Métropole de Brest d'effectuer les réparations à leur charge sous peine de représailles. La Métropole décide de pas donner de délai de reprise de service avant d'avoir l'accord du service technique,. La réouverture initialement prévue en septembre 2020 est repoussée au 17 décembre avant un nouvel incident entraînant un déraillement partiel de la cabine Charlotte dans la nuit du 15 au 16 décembre 2020 lors des tests préalables à la reprise. La ligne est remplacée temporairement à partir du 8 juin 2020 par une navette gratuite effectuée avec un Bolloré Bluebus de location, entre le quartier et la station de tramway Capucins. En parallèle, la société Bouygues qui a réalisé la station Jean-Moulin a identifié des défauts sur trois des huit tiges d’ancrage permettant de soutenir la station et effectue des travaux de réparation de la station à ses frais en janvier 2021. Les défauts d'ancrage de la station étaient à l'origine des nombreux problèmes techniques qu'a connu le téléphérique.

### Reprise de l'exploitation (depuis 2021)
Une reprise du service avec la seule cabine Lewin a lieu le 3 février 2021. Un arrêt de l'exploitation a lieu à partir du 22 mars 2021 pour un changement du vérin de compensation. La reprise a lieu le 25 mars 2021.
Les contrôles réglementaires annuels, une maintenance, le remplacement du deuxième vérin de compensation et la remise en route de la cabine Charlotte entraînent une interruption de l'exploitation du 10 au 12 mai 2021 puis à partir du 17 mai. La reprise de l'exploitation avec les deux cabines a lieu le 7 juin 2021.
Une mise à l'arrêt du téléphérique a lieu le 15 juin 2022 au soir pour des problèmes de désynchronisation de vitesse. La reprise du service a lieu le 24 juin 2022. Une panne mineure (galet défectueux) entraîne un arrêt d'exploitation dans la journée du 21 octobre 2022 ainsi que le lendemain.

### Distinctions
En octobre 2016, la Fédération des entreprises publiques locales remet à Brest Métropole Aménagement le trophée des Entreprises publiques locales 2016, dans la catégorie « Services au public » pour le téléphérique, présenté comme « un transport innovant qui agrandit le cœur de ville, ».
Le 5 décembre 2017, Brest métropole a obtenu le grand prix et le prix de la catégorie mobilité de la Revue des collectivités locales / Villes de France pour le téléphérique.

### Coût et financement du projet
En 2011, l'investissement — alors estimé à 15 millions d'euros — était réparti en :

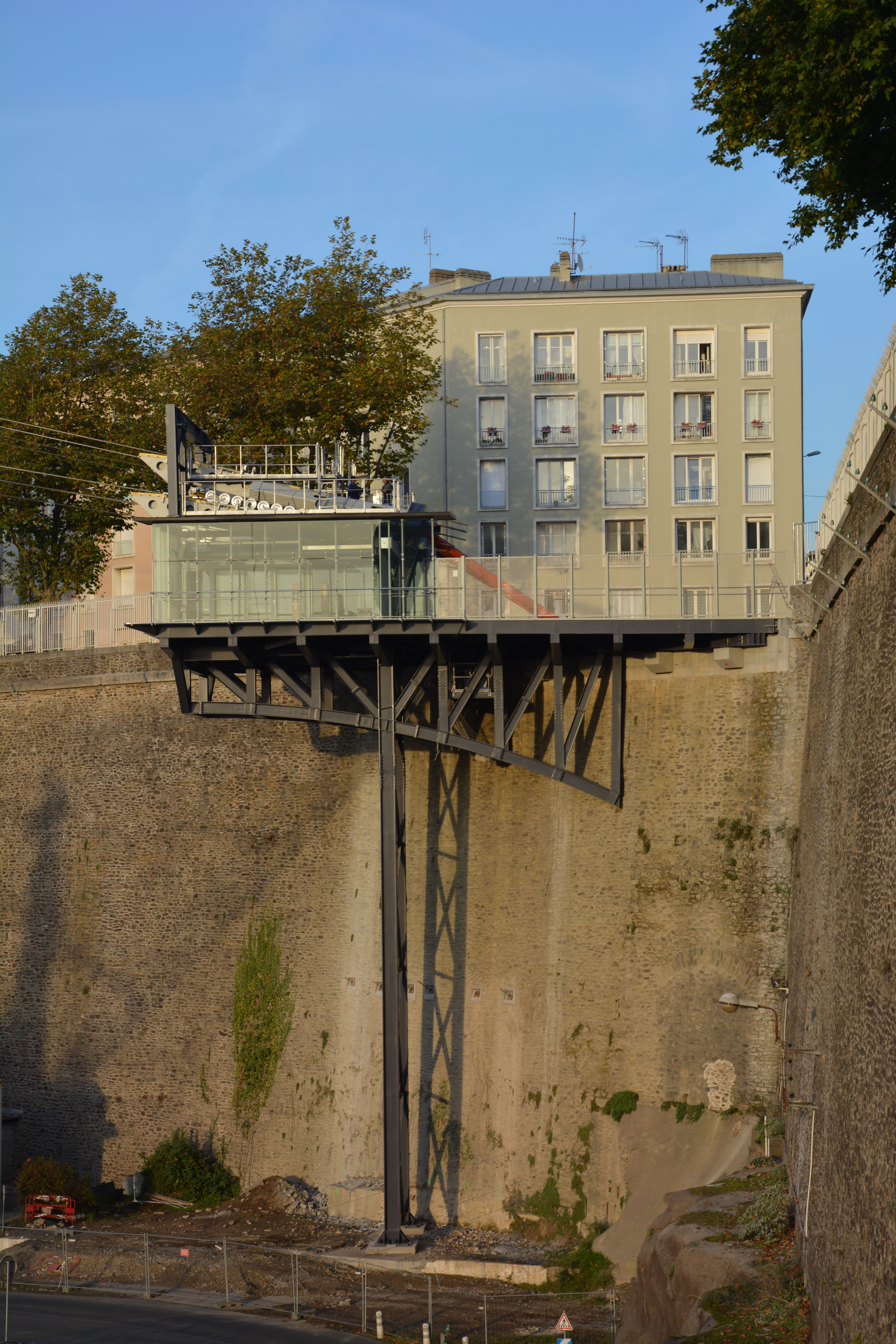
La station Jean Moulin et son belvédère.

- station en rive droite : 3,7 M€ ;
- station en rive gauche : 2,9 M€ ;
- la ligne en elle-même : 1,2 M€ ;
- les cabines : 525 000 € chacune.

Le coût du projet est de 19,1 millions d'euros (en mars 2015) :
- études et travaux, dont marchés de conception et ralisation : 14,8 M€ ;
- frais liés à la maîtrise d'ouvrage : 2,8 M€ ;
- provisions : 1,2 M€ ;
- acquisitions foncières : 0,3 M€.

Le financement du projet se répartit de la façon suivante, en valeur 2015 :
- Brest métropole, via le versement transport : 9,2 M€ (49 %) ;
- subventions, à hauteur de 9,89 M€ (51 %) :
  - 1,55 M€ pour la phase d'études (pays de Brest, contrat de territoire, etc.) ;
  - 8,34 M€ pour les travaux (3e appel à projet « transport collectif et mobilité durable », FEDER, etc.).

## Caractéristiques techniques
La ligne naît à la station Jean Moulin, construite en belvédère au bord du boulevard du même nom, à 90 mètres environ de la station Château du tramway. La ligne s'élève immédiatement pour franchir la Penfeld et l'arsenal de Brest en montant à son point culminant, l'unique pylône de la ligne, avant de rejoindre les Ateliers des Capucins et sa station terminale, Ateliers, construite au sein de l'ancien bâtiment militaire, au 1er étage. La ligne est approximativement parallèle au pont Tréhouart.

### Ligne
La ligne est un téléphérique de type saut-de-mouton à câble (SDMC), créé spécialement pour cet ouvrage. Sa particularité réside dans le fait que les cabines se croisent l'une au-dessus de l'autre et non côte à côte comme habituellement sur un tel ouvrage. Cette technologie est à cheval entre le Funitel et le 2S/3S, les cabines reposent chacune sur deux câbles porteurs de 50 mm de diamètre chacun et sont tirées par deux câbles tracteurs en boucle, d'un diamètre de 25 mm et adaptés à l'environnement corrosif du littoral atlantique. Le système est actionné par deux moteurs, redondants, de 250 kW chacun, et est équipé d'un système de récupération d’énergie en phase descendante, permettant notamment le rapatriement des cabines en gare en cas d'anomalie, mais aussi des économies d'énergie. Un gain de 15 à 65 % est attendu en fonction de la charge des cabines. Les installations de traction se situent à la station Ateliers, qui est donc la station motrice.
La suspente est différente entre les deux cabines, l'écartement entre les câbles de la voie supérieure est de 3,30 mètres de large tandis que celle de la voie inférieure est de 6,30 mètres.
L'unique pylône culmine à 80 mètres de haut et pèse 220 tonnes, sa hauteur permet de dégager un tirant d'air de 48 mètres indispensable au passage des bateaux entrant ou sortant de l'arsenal,,.

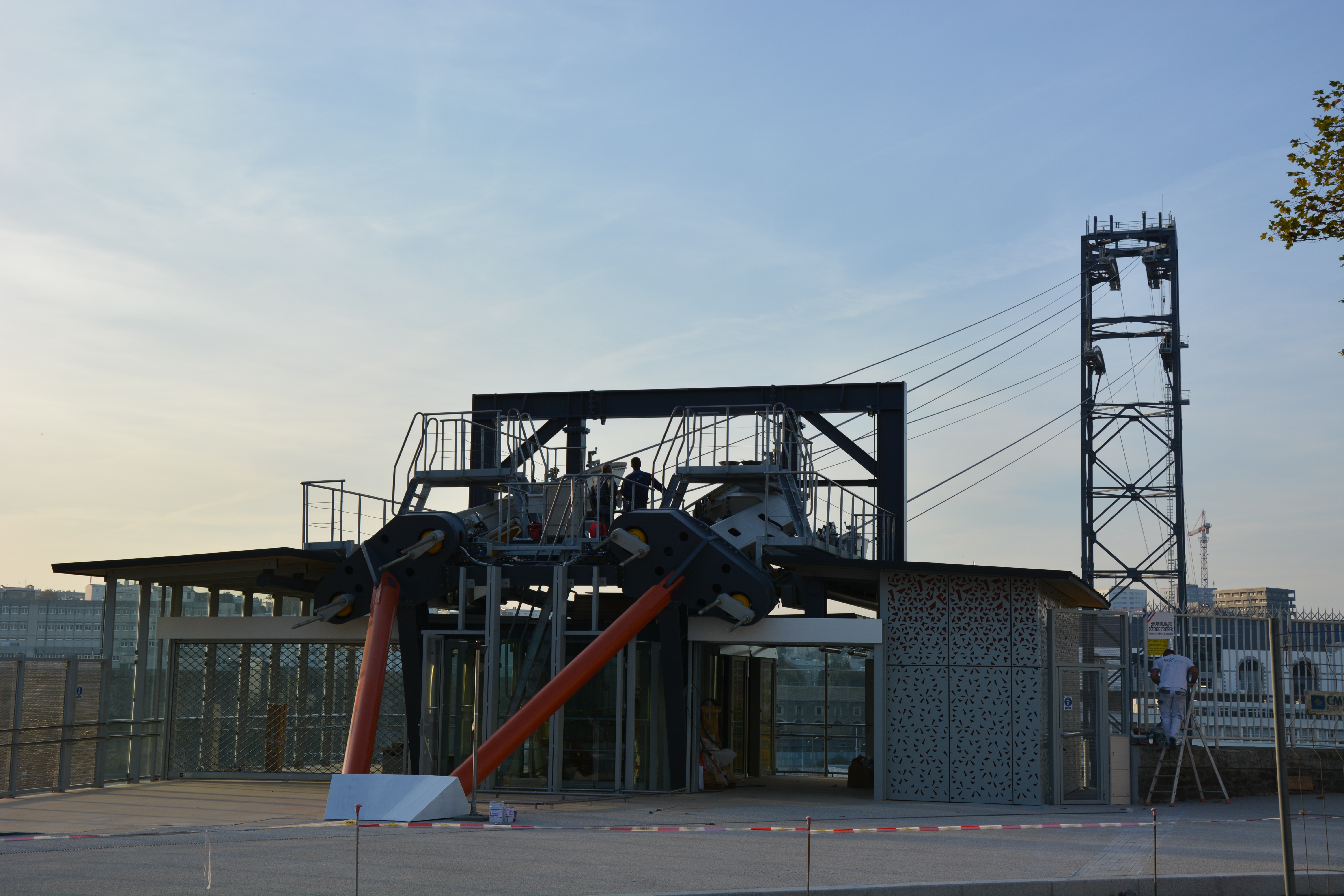
La station Jean Moulin et le pylône, durant les essais.
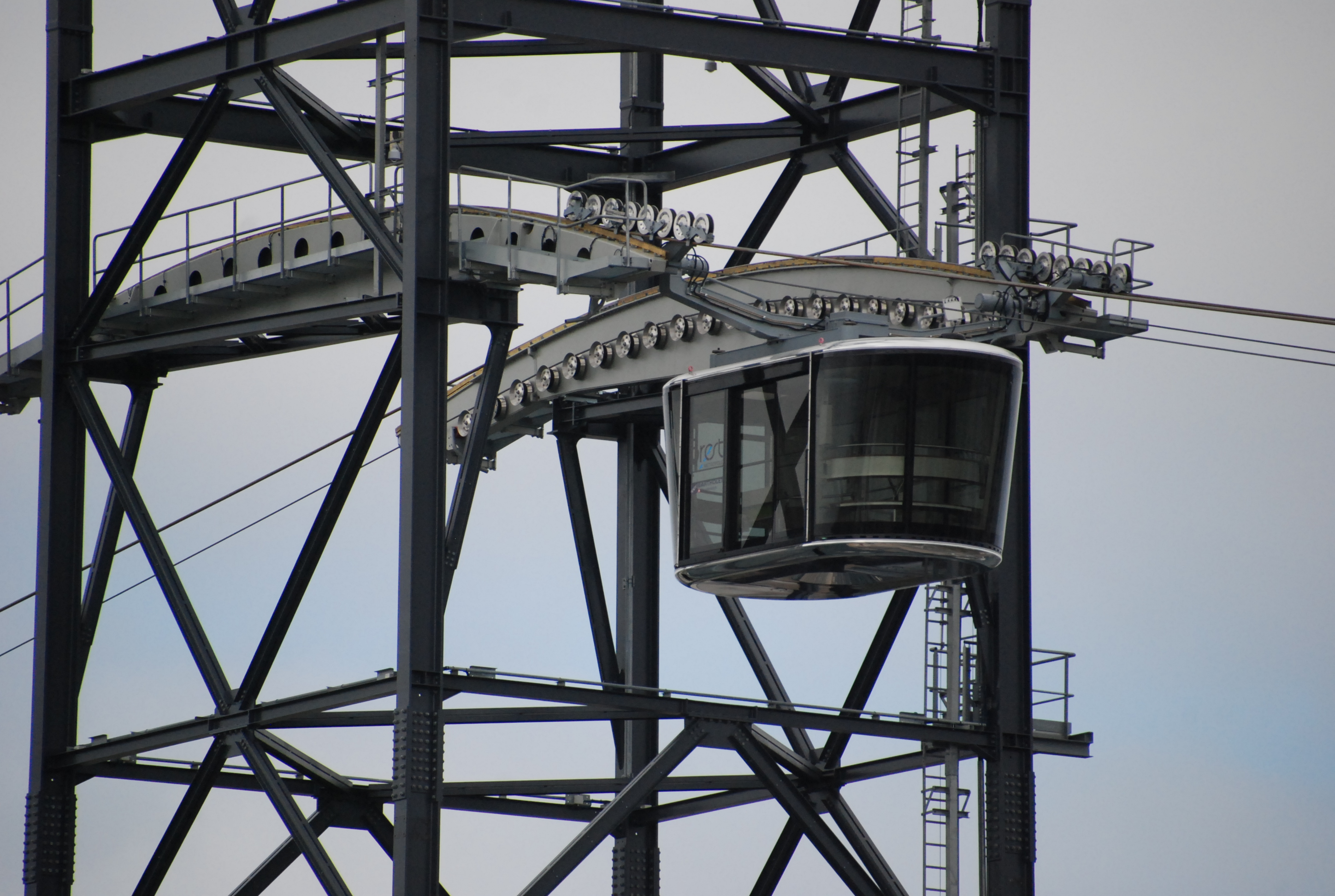
Une cabine passant le pylône.
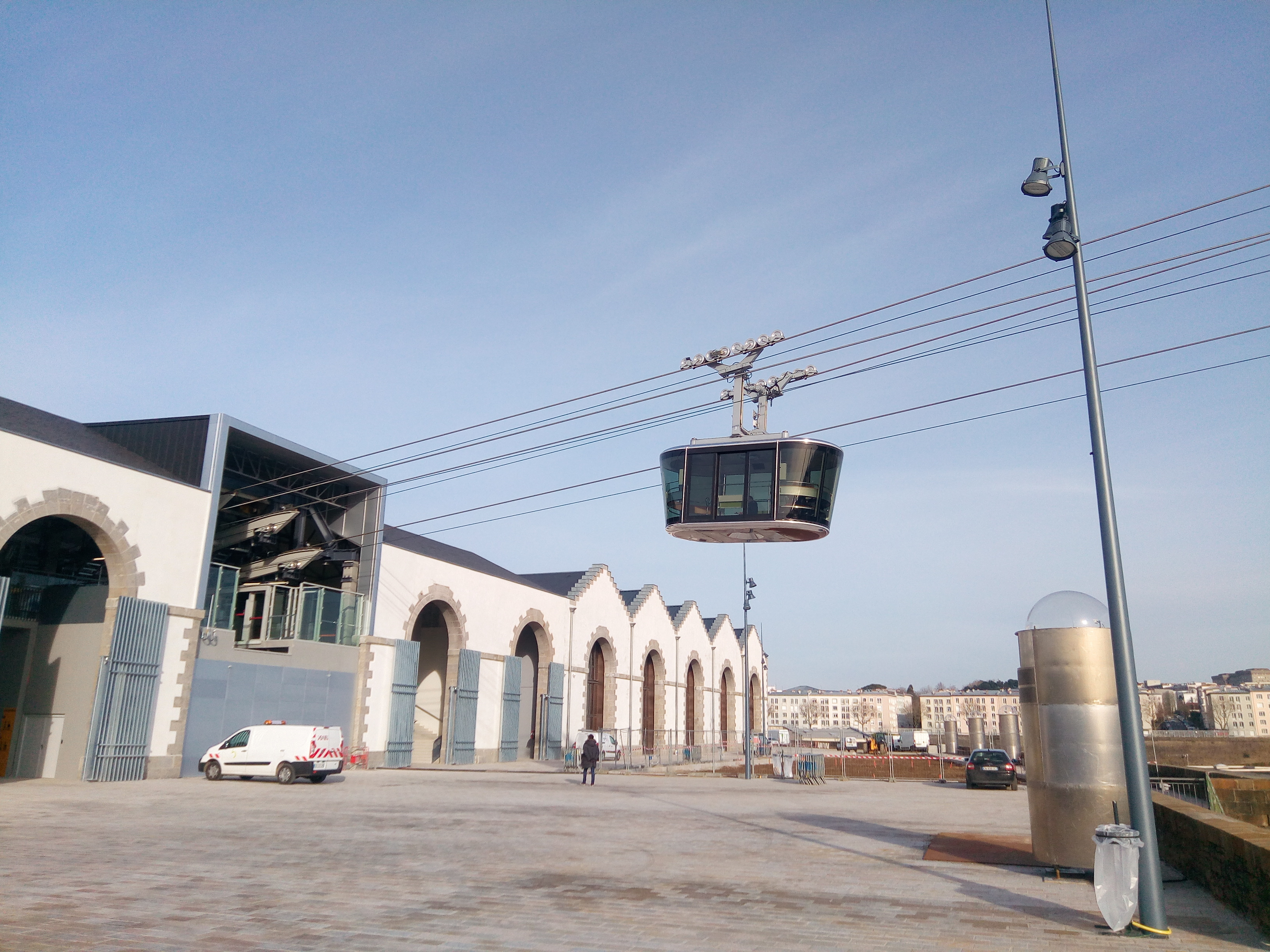
Une cabine arrivant à la station Ateliers.
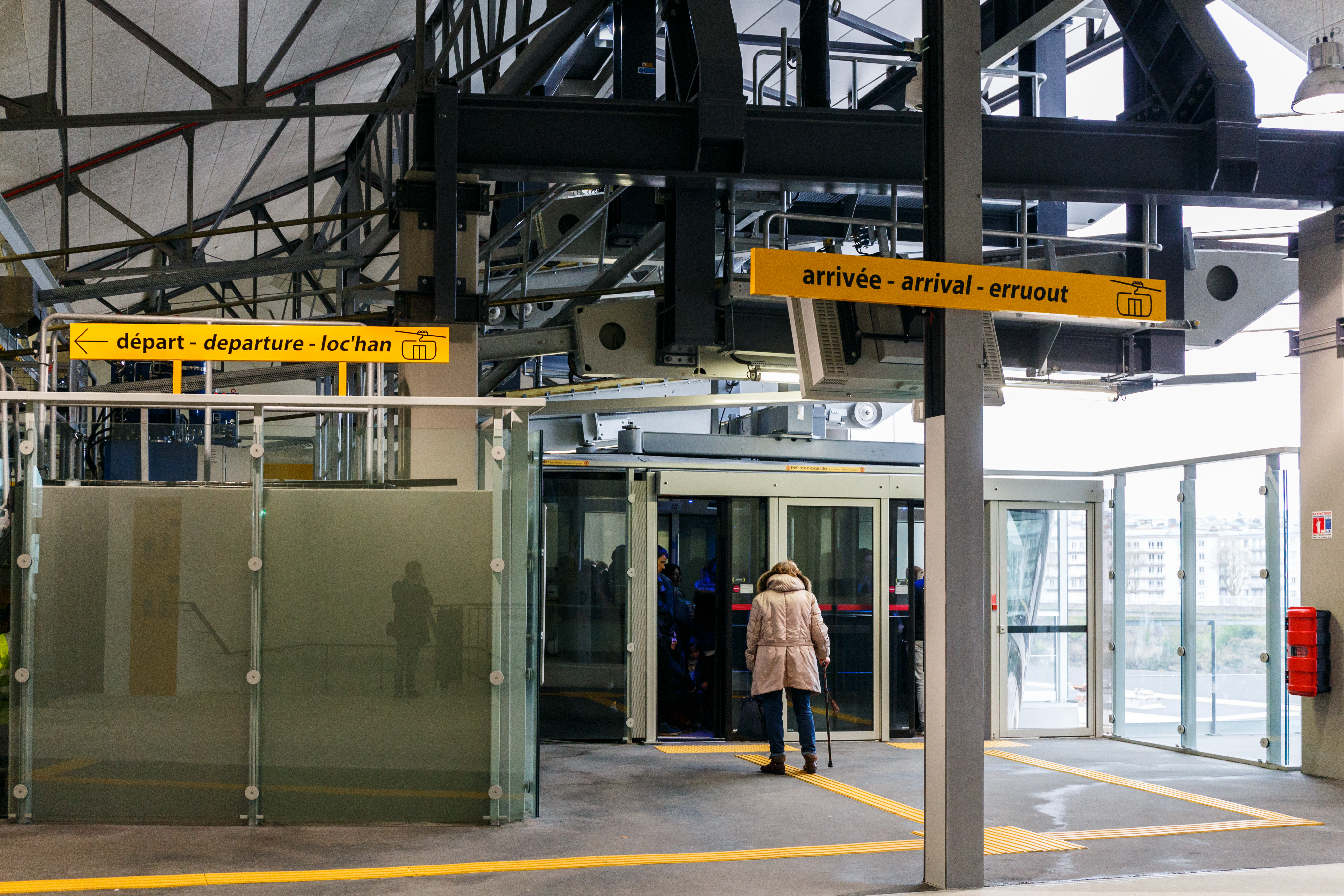
Quai de la station Ateliers avec signalétique en français, anglais et breton.

### Cabines

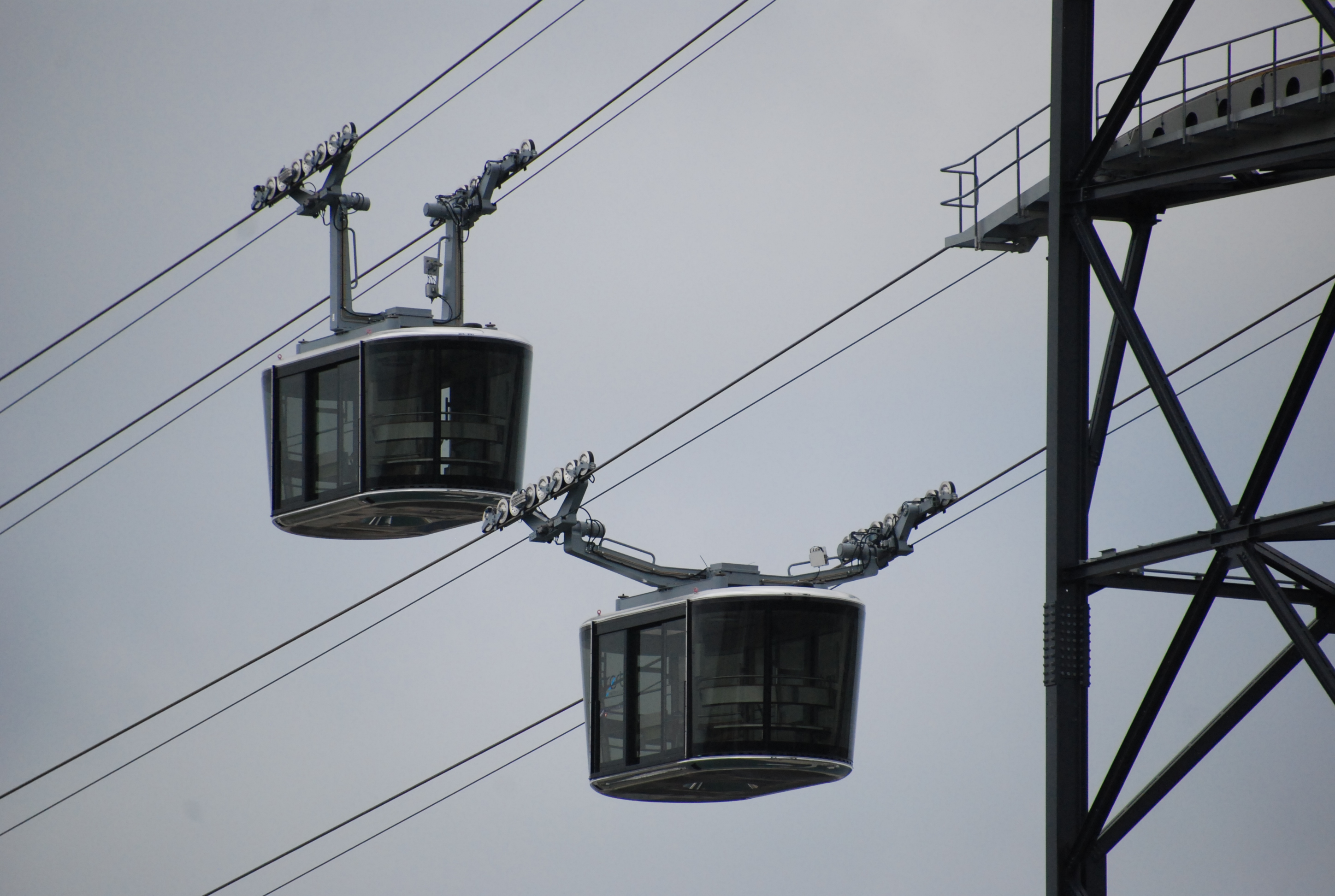
Les cabines : la différence d'écartement est particulièrement visible.

Chaque cabine est d'une capacité de 40 à 60 personnes, dont 11 places assises et 7 semi-assises, et dispose de grandes baies vitrées et d'un hublot au sol permettant de voir en dessous. Construites par Gangloff à Berne (Suisse), les cabines intègrent la technologie « Smartglass » : une feuille de cristaux liquides permet, par impulsion électrique, d'opacifier le vitrage afin d'éviter la vue de certains bâtiments militaires ou de jardins privés,. Les cabines sont équipées de dispositifs de vidéosurveillance, d'écrans d'informations aux voyageurs (identiques à ceux des autres véhicules Bibus) et d'un interphone permettant de contacter un opérateur en cas de dysfonctionnement.
Chaque cabine mesure 5,60 mètres de long, 3 mètres de large et 3 mètres de haut pour une surface au sol de 13 m2 et pèse 2,1 tonnes à vide. La structure est en aluminium et deux bandeaux de diodes électroluminescentes aux couleurs changeantes la nuit ceinturent le haut et le bas des cabines, et font écho à l'éclairage du pont de Recouvrance,.
Les cabines ont été dessinées par Éric Rhinn de l'agence Avant-Première, qui a aussi dessiné les rames du tramway de Brest dont elles partagent aussi la conception des barres de maintien, en inox, en forme de manille et les sièges rabattables verts, tandis que le plancher en teck rappelle l'univers maritime,,.
À la différence des autres véhicules du réseau Bibus, les cabines ne possèdent pas de numéro de parc mais des noms de baptême, Charlotte et Lewin, du nom de deux enfants ayant fait le pied de grue le jour de l'inauguration pour être les premiers à monter dedans, ce qui a touché le maire François Cuillandre. La cabine Charlotte a été gravement endommagée lors de sa chute en août 2017 et n'est pas réparable. Sa remplaçante, qui conserve le même nom, est mise en service en avril 2018.

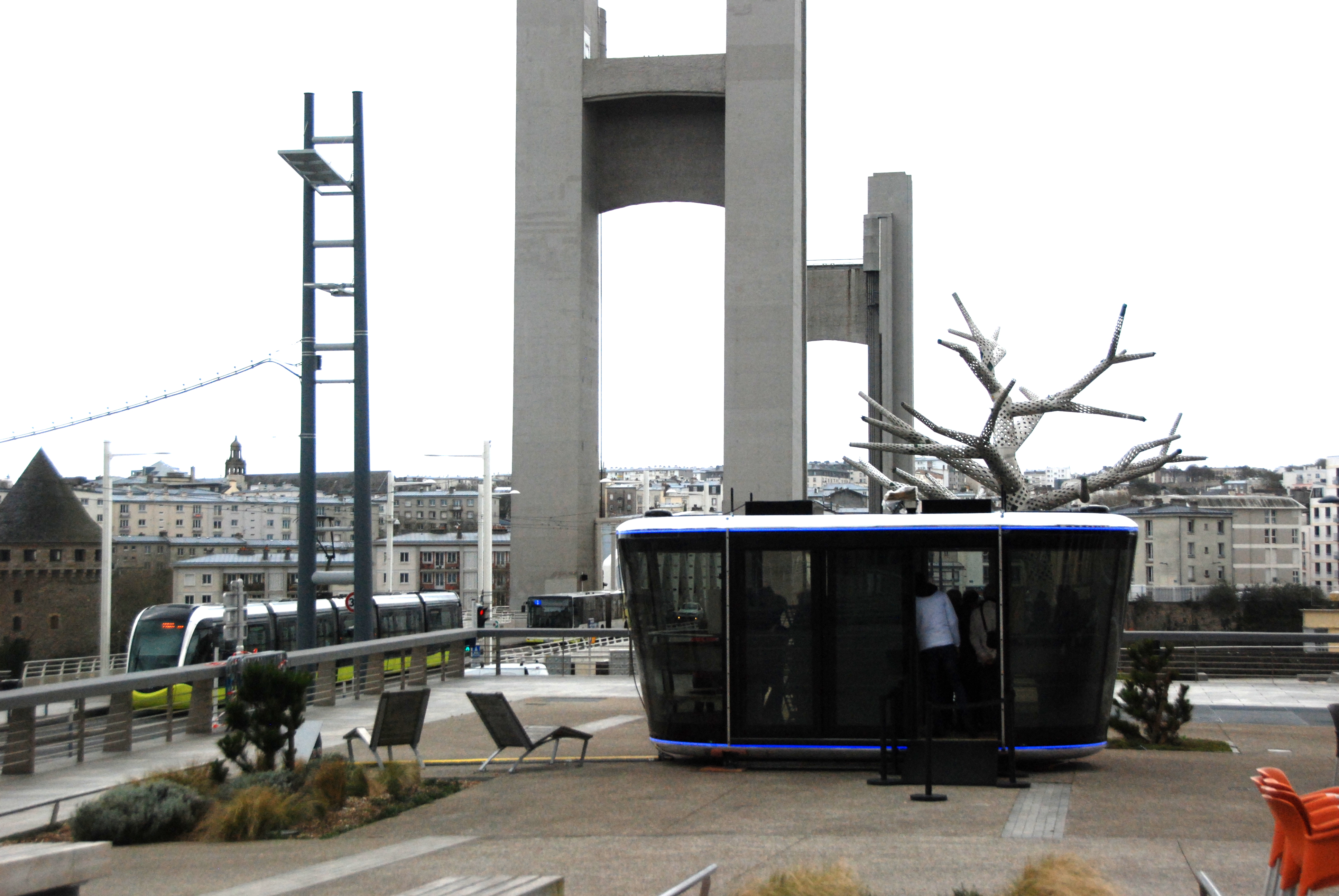
Une cabine présentée en avril 2016.
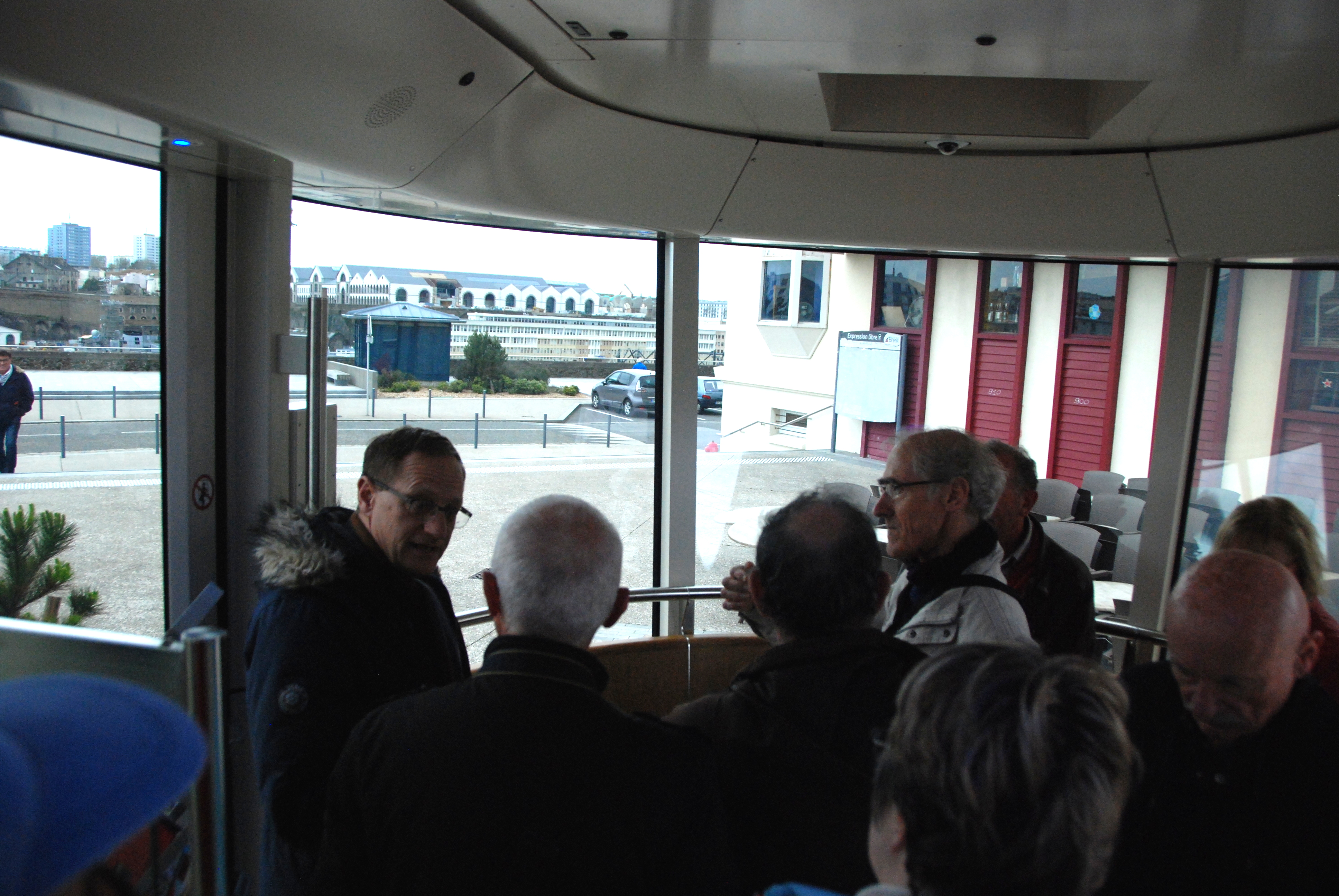
La même cabine, vue de l'intérieur.
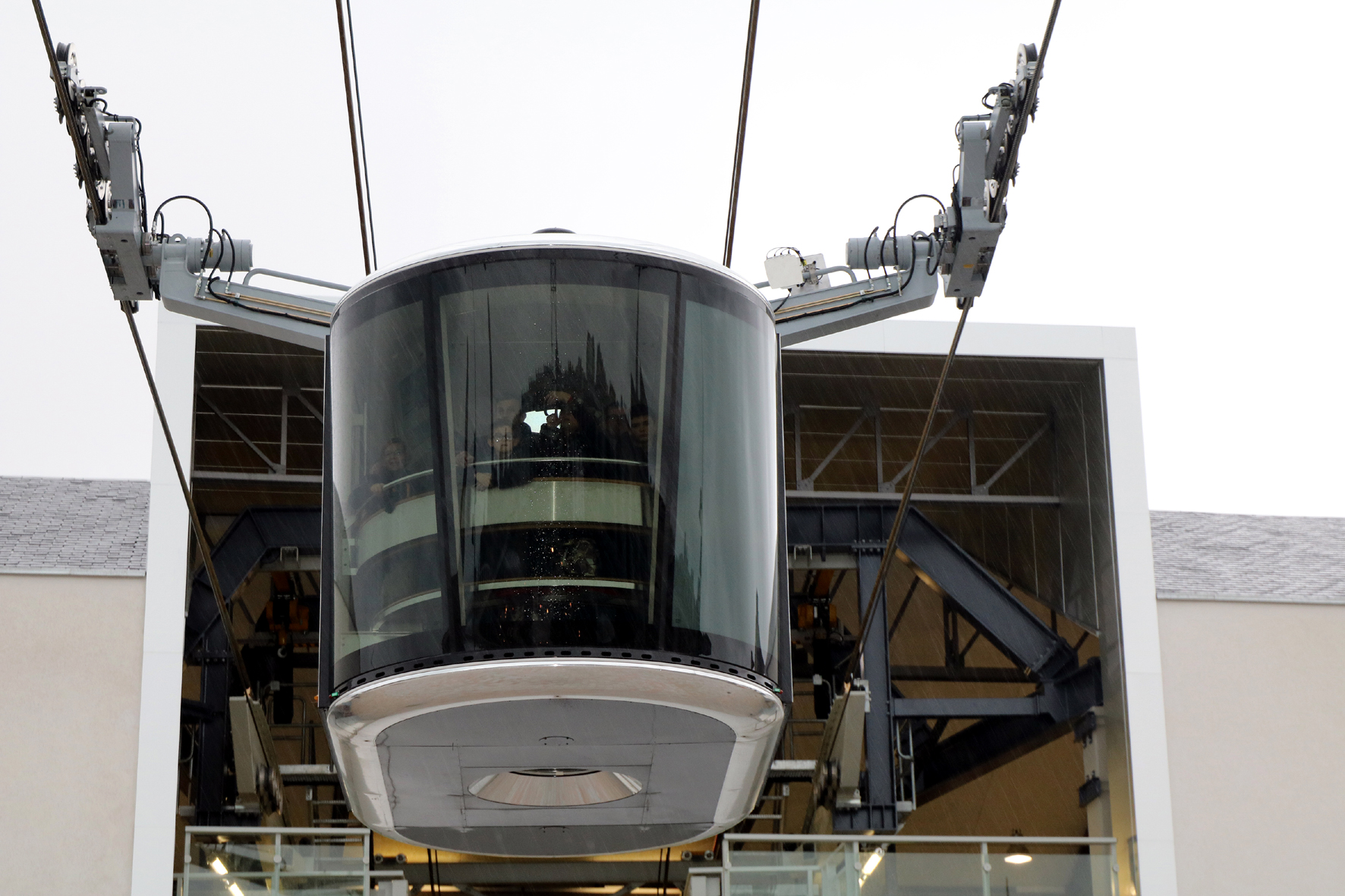
Une cabine quittant la station Ateliers.
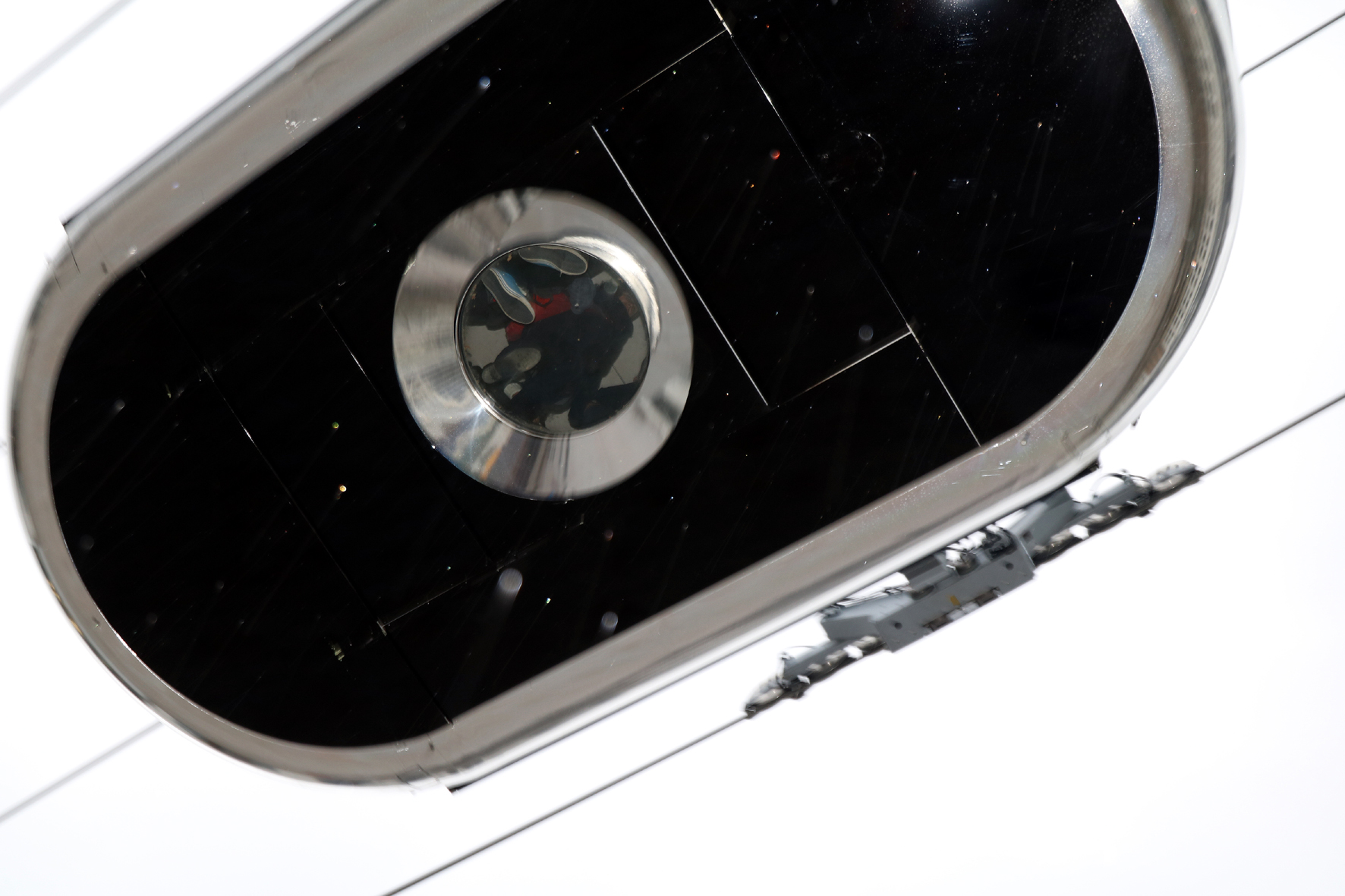
Le hublot sous une cabine.

### Sécurité
En cas de vent supérieur à 70 km/h, mesuré via un anémomètre implanté sur le pylône, la vitesse maximum est réduite à 5 m/s (18 km/h) au lieu de 7,5 m/s (27 km/h), la commande du système est reprise en mode manuel depuis le poste de commande du tramway à Plouzané ; au-delà de 90 km/h elle est assurée sur place et au-delà de 100 km/h, l'exploitation est arrêtée. La redondance des moteurs permet de maintenir l'exploitation malgré une panne d'un des deux équipements, et les moteurs sont alimentés par des groupes électrogènes en cas de panne de courant. Le système, conçu pour ramener les cabines en station en cas de panne, permet d'éviter toute évacuation en ligne. Les pompiers se sont toutefois préparés à l'éventualité de cet événement.
Le téléphérique peut être interrompu en même temps que le pont de Recouvrance est levé, pour permettre le passage d'un navire dans l'arsenal, comme pour le Beautemps-Beaupré en janvier 2018.

## Exploitation
La ligne C est exploitée par RD Brest (RATP Dev) via le réseau Bibus depuis le 1 juillet 2019.
Depuis le 17 décembre 2018, les horaires ont été étendus en soirée : elle fonctionne de 11 h à 0 h 30 le lundi, de 7 h 30 à 0 h 30 du mardi au jeudi, de 7 h 30 à 1 h le vendredi et le samedi et de 9 h à 23 h le dimanche,. Ces horaires ont été étendus afin de correspondre à l'ouverture des commerces.
Les cabines relient les stations Jean Moulin et Ateliers en trois minutes, à raison d'une cabine toutes les dix minutes tout au long du service et même toutes les cinq minutes entre 12 h et 18 h le samedi, en semaine durant les vacances scolaires et en cas de levée du pont de Recouvrance,.

### Tarification et financement

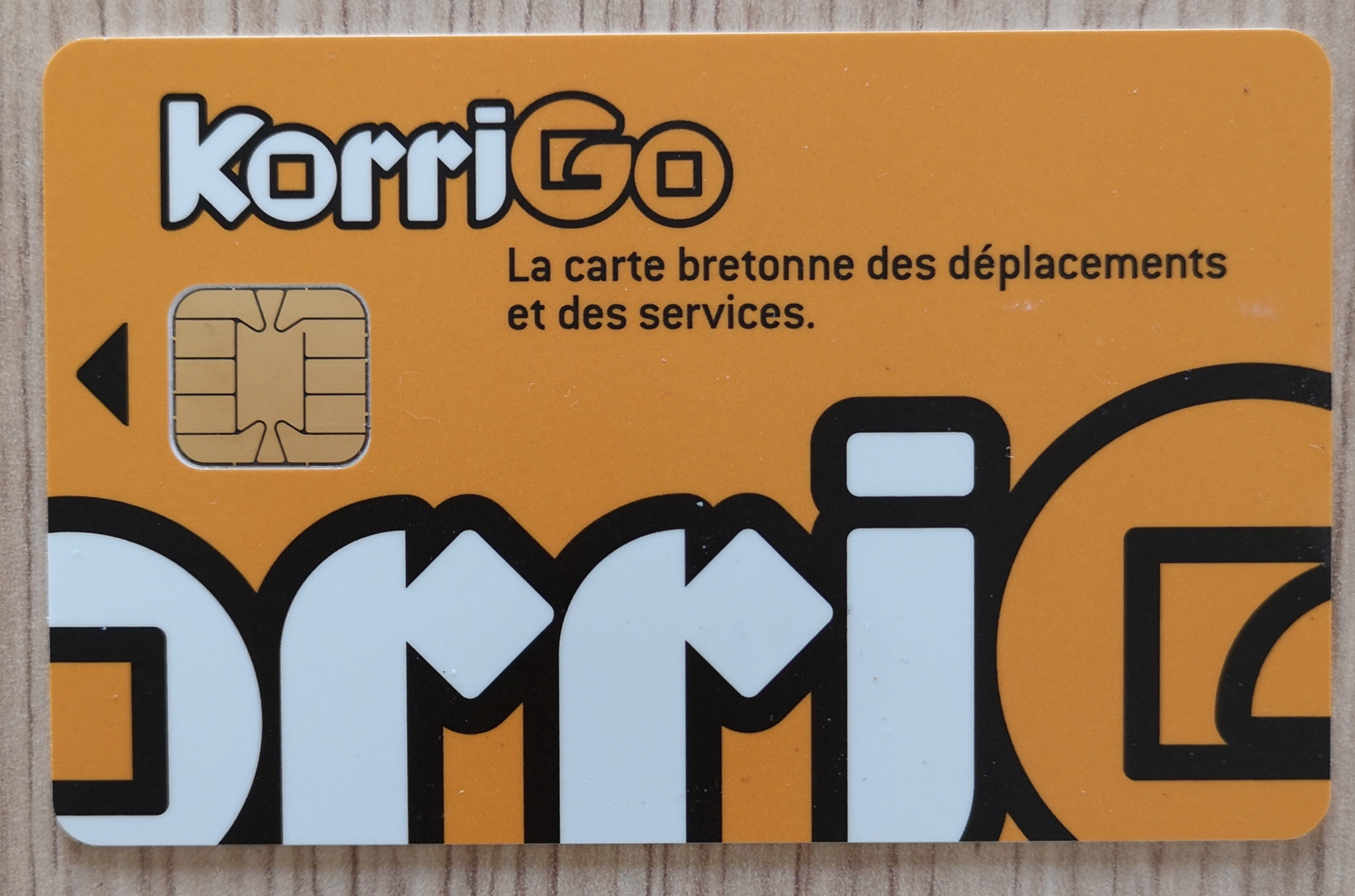
Carte KorriGo.

La tarification du téléphérique est identique à celle du reste du réseau Bibus et accessible avec les mêmes abonnements. Un ticket pour un voyage permet un trajet simple quelle que soit la distance avec une ou plusieurs correspondances possibles avec les lignes de bus, de téléphérique et de tramway pendant une durée maximale d'une heure entre la première et la dernière validation. Le financement du fonctionnement de la ligne (entretien, matériel et charges de personnel) est assuré par RD Brest. Cependant, les recettes des ventes des billets et abonnements, dont le tarif est limité par décision politique, ne couvrent pas les charges d'exploitation. Le manque à gagner est compensé par l'autorité organisatrice, Brest métropole, qui définit les conditions générales d'exploitation ainsi que la durée et la fréquence des services. L'équilibre financier du fonctionnement est assuré par une dotation globale annuelle au délégataire grâce au versement transport payé par les entreprises et aux contributions des collectivités publiques.

### Trafic
En 2014, les prévisions de trafic tablent sur une fréquentation annuelle de 675 000 voyageurs.
Au cours de son premier mois de service sans incident, en janvier 2017, 77 000 voyages ont été comptés soit une moyenne de 1 500 voyages par jour de semaine et de 4 700 voyages journaliers le week-end. Le pic de fréquentation journalière a été atteint le 14 février 2017, avec 6 000 passagers ce jour-là sur une semaine de vacances scolaires où la fréquentation moyenne journalière était de 4 800 passagers ; la ligne est très fréquentée l'après-midi, la file d'attente peut avoisiner la demi-heure, et il arrive que les agents de régulation empêchent la foule de monter afin de ne pas dépasser la capacité maximale de 60 personnes par cabine. Début août 2017, l'ancien délégataire Keolis Brest annonce avoir comptabilisé 600 000 voyages. La barre des 720 000 voyages a été atteinte en un peu moins d'un an et le millionième voyage est atteint en 2018, événement fêté le 16 juin. En novembre 2018, Brest Métropole revendique, par la voix de son vice-président aux transports, 1,35 million de passagers transportés depuis l'ouverture.
A Brest la fréquentation est de 800 000 voyageurs année.

## Dans la culture
L'inauguration du téléphérique a fait l'objet de plaisanteries plus ou moins loufoques en septembre et octobre 2016, tel un appel sur les réseaux sociaux à assister à l'inauguration habillé d'une combinaison de ski, ou des sacs et tee-shirts détournant le quartier des Capucins en station de ski.
Une pétition a été mise en ligne demandant qu'un film de la saga James Bond soit en partie tourné à Brest, le créateur de la pétition rêvant d'une scène d'action tournée sur le téléphérique (bien qu'il y ait déjà eu une scène similaire dans Moonraker).

## Réflexions sur un second téléphérique
En décembre 2017, les élus de Brest métropole réfléchissent à la création d'un second téléphérique entre le campus du Bouguen et les Capucins ou, sur un tout autre axe, entre le rond-point de Kervallan et le technopôle en survolant la zone de Kerlinou.
De plus, un ou deux ascenseurs urbains ont été étudiées avec pour objectif, en 2018, de voir le jour d'ici aux fêtes maritimes de juillet 2020 pour un coût estimé de 3,5 à 5 millions d'euros avec l'objectif de relier la gare au port de commerce. La concertation sur ces ascenseurs a eu lieu du 28 mai au 14 juillet 2019. Deux sites ont été étudiés sur sept envisagés, l'un au « Parc à chaînes » et l'autre à « La Carène » et il en ressort en octobre 2019 que la population se montre réticente au contraire de la ligne B du tramway et du BHNS, en particulier sur le premier des deux sites étudiés.